# Armavir (Arménie)
Pour les articles homonymes, voir Armavir.
Armavir (en arménien Արմավիր ; anciennement Sardarapat, puis Hoktamberyan) est une ville d'Arménie située dans la région d'Armavir. Elle est établie près d'une ancienne capitale de l'Arménie, Armavir, dont elle a pris le nom. Elle compte 33 628 habitants en 2009.

## Histoire

### Antiquité
Le site d'Armavir est occupé dès les Ve et VIe millénaires av. J.-C. Des outils variés, des objets en bronze et des poteries datant de cette époque ont été retrouvés. La ville proprement dite est fondée par le roi urartéen Argishti Ier, en 776 av. J.-C., qui y érige une forteresse et la nomme Argishtihinili. En 331 av. J.-C., la dynastie orontide déclare l'indépendance de l'Arménie de l'Empire achéménide et Orontès III la choisit comme capitale. La ville est une grande citadelle située sur une colline s'élevant à 76 mètres. Une imposante muraille entoure les habitations qui sont d'ailleurs de tailles modestes.
Des tablettes de l'époque achémenide ont été retrouvées, écrites en langue élamite et concernant l'épopée de Gilgamesh. Divers écrits sont retrouvés de l'époque hellénistique autour du IIIe siècle av. J.-C., parmi lesquels des poésies d'Hésiode, des écrits d'Euripide, une liste des mois du calendrier macédonien et des noms des rois orontides.
Armavir appartient ensuite successivement aux Séleucides, aux Parthes, au royaume d'Arménie, à l'Empire romain, aux Sassanides et à l'Empire byzantin, avant d'être conquise en 645 par les Arabes.

### Armavir au Moyen Âge

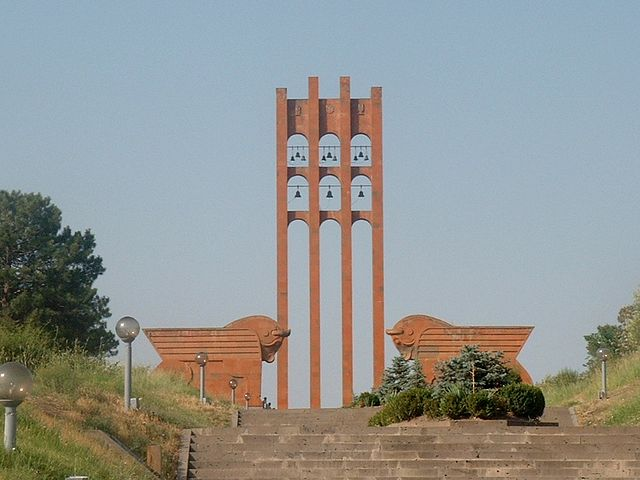
Mémorial de la bataille de Sardarapat.

Les Arabes règnent sur la région jusqu'au premier quart du IXe siècle, à partir duquel les Sadjides envahissent la région. À la fin du siècle, la région passe sous la domination de la dynastie bagratide, qui joua un rôle important dans les histoires de l'Arménie de la Géorgie.
L'Empire byzantin reconquiert la région en 1045 jusqu'à l'invasion des Seljoukides en 1064, qui renomment la ville Sardarapat (ou Serdarabad). Après le déclin de ceux-ci, la région passe aux mains des Géorgiens, des Ildegizides et des Khwârazm-Shahs. Les Mongols prennent la région en 1239 et fondent la dynastie ilkhanide en 1256. La région passe ensuite aux Chupanides en 1353, aux Jalayirides en 1357 et aux Qara Qoyunlu en 1388. Tamerlan capture la région en 1400. Qara Yusuf la reprend en 1407 aux Timourides.

### Ère soviétique
L'invasion par l'Armée rouge débute le 29 novembre 1920 et Erevan est prise le 2 décembre. Les Soviétiques créent la république socialiste soviétique d'Arménie qu'ils intègrent en 1922 à la république socialiste fédérative soviétique de Transcaucasie, qui elle-même dissoute en 1936.
La ville moderne est fondée le 26 juillet 1931 sous le nom de Sardarapat, remplacé en 1935 par celui d'Hoktamberyan (ou Oktamberyan), en l'honneur de la révolution d'Octobre.

### Après l'indépendance
Deux ans après la déclaration d'indépendance de l'Arménie en 1991, la ville est rebaptisée Armavir, du nom de l'ancienne capitale antique dont le site est situé à 8 km de la ville.

## Démographie
Depuis 1873, l'évolution démographique de Armavir a été :
| 1926 | 1959   | 1970   | 1979   | 1989   | 2001   | 2009   |
| ---- | ------ | ------ | ------ | ------ | ------ | ------ |
| 600  | 14 932 | 25 881 | 31 431 | 46 857 | 28 733 | 33 628 |

| 2011   | 2013   | 2015   | 2016   | 2018   | 2019   | 2020   |
| ------ | ------ | ------ | ------ | ------ | ------ | ------ |
| 29 319 | 29 400 | 29 100 | 28 800 | 37 489 | 38 635 | 38 495 |

| Histogramme de l'évolution démographique de Armavir |        |
| \| 1926 \| 600 \| \| 1959 \| 14 932 \| \| 1970 \| 25 881 \| \| 1979 \| 31 431 \| \| 1989 \| 46 857 \| \| 2001 \| 28 733 \| \| 2009 \| 33 628 \| \| 2011 \| 29 319 \| \| 2013 \| 29 400 \| \| 2015 \| 29 100 \| \| 2016 \| 28 800 \| \| 2018 \| 37 489 \| \| 2019 \| 38 635 \| \| 2020 \| 38 495 \| |        |
| 1926 | 600    |
| 1959 | 14 932 |
| 1970 | 25 881 |
| 1979 | 31 431 |
| 1989 | 46 857 |
| 2001 | 28 733 |
| 2009 | 33 628 |
| 2011 | 29 319 |
| 2013 | 29 400 |
| 2015 | 29 100 |
| 2016 | 28 800 |
| 2018 | 37 489 |
| 2019 | 38 635 |
| 2020 | 38 495 |

## Transports
Un train passant par Armavir relie deux fois par jour Erevan à Gyumri en trois heures trente. Avant la fermeture de la frontière en 1993, la voie ferrée et l'autoroute qui reliaient la Turquie à l'Asie passaient par l'Arménie. Depuis, cette dernière est isolée de ses voisins. En train, seul le passage par l'Iran reste possible.
Armarir est traversée par la M5.

## Jumelages
| Ville | Ville       | Pays | Pays     | Période                |
| ----- | ----------- | ---- | -------- | ---------------------- |
|       | Allauch     |      | France   | depuis 2005            |
|       | Armavir     |      | Russie   | depuis 2003            |
|       | Deir ez-Zor |      | Syrie    | depuis 2010            |
|       | Théodosie   |      | Ukraine  | depuis 2008            |
|       | Visaginas   |      | Lituanie | depuis le 13 juin 2022 |